# Scorched 3D
 (juin 2015).
Si vous disposez d'ouvrages ou d'articles de référence ou si vous connaissez des sites web de qualité traitant du thème abordé ici, merci de compléter l'article en donnant les références utiles à sa vérifiabilité et en les liant à la section « Notes et références ».
 (6 juillet 2015).
Scorched 3D est un jeu vidéo, clone de Scorched Earth, ou de Gorilla. C'est un jeu vidéo d'artillerie en 3D se déroulant sur des îles paradisiaques, et l'objectif est d'envoyer un projectile explosif sur son adversaire.
À partir de 2008, le jeu est rendu en OpenGL, et utilise des effets spéciaux pour simuler les vagues venant s'échouer sur les berges, ou le flou de l'horizon.
Le joueur dispose de différents projectiles allant du traceur au missile qu'il faut acheter au fur et à mesure des parties. La 3D oblige de plus à gérer en plus de l'azimut, la direction, en tenant compte du vent. Le jeu dispose d'un mode réseau permettant d'affronter jusqu'à 24 autres joueurs, humains ou géré par une intelligence artificielle. Le placement de la caméra sur le terrain de jeu est total.

## Sources à relier à l'article
- MondesPersistants.com : Free to play : Scorched 3D
- PocketGamer.fr : [GC 2010 Preview Scorched 3D sur iPhone et iPad]
- (de) Giga Games : Scorched 3D
- (de) OnlineKosten.de : Scorched 3D: Kostenloser Strategie-Shooter
- Linux Fedora Core 4: administration du système
- Ubuntu Unleashed 2015 Edition: Covering 14.10 and 15.04
- etc.